# Morina (flavonol)
Morina é um composto químico orgânico. É uma substância amarela que pode ser isolada da Maclura pomifera (Osage laranja), Maclura tinctoria ("fústica antiga" ou "amoreira dos coloristas") e das folhas de Psidium guajava (goiabeira comum). Em um estudo pré-clínico foi encontrado ser o mais potente flavonoide inibidor da ácido graxo sintase testada em IC50 de 2.33±0.09μM.